# Pierluigi Casiraghi
Pierluigi Casiraghi (Monza, 4. ožujka 1969.) je talijanski nogometni trener te bivši nogometaš i nacionalni reprezentativac.

## Karijera

### Klupska karijera
Casiraghi je rođen u Monzi gdje je 1985. godine započeo karijeru u tamošnjem istoimenom nogometnom klubu. Tijekom prve sezone klub je ispao u Serie C da bi se 1988. ponovo vratio u Serie B. Već sljedeće godine Casiraghija kupuje torinski gigant Juventus. S klubom je već u debitantskoj sezoni osvojio Kup UEFA i Coppa Italiju da bi 1993. s Juveom bio po drugi puta osvajač Kupa UEFA.
1993. godine igrač s rimskim Lazijem potpisuje petogodišnji ugovor. Najuspješnija sezona ondje bila mu je 1996./97. u kojoj je zabio 14 pogodaka u 28 prvenstvenih utakmica. Tijekom posljednje godine u klubu, Casiraghi je igrao jako malo jer je švedski trener Sven-Göran Eriksson preferirao napadački tandem Alen Bokšić - Roberto Mancini.
Igrača u svibnju 1998. kupuje londonski Chelsea za 5,4 milijuna GBP. U to vrijeme u klubu je postojala talijanska kolonija koju su činili Gianfranco Zola i Roberto Di Matteo dok je Gianluca Vialli imao status igrača-trenera. Već nakon nekoliko tjedana u novom klubu, osvojio je prvi trofej pobijedivši madridski Real u utakmici europskog Superkupa koji se tradicionalno igra u Monte Carlu na monegaškom Stade Louis II.
Ipak, Pierluigi je i u Chelseaju imao malu minutažu te je u dvije godine zabio samo jedan prvenstveni pogodak protiv Liverpoola na Anfieldu (1:1). Također, karijeru u Engleskoj mu je obilježila i teška ozljeda križnog ligamenta tijekom sudara s West Hamovim golmanom Shakom Hislopom. Zbog toga je bio na deset operacija ali se nije uspio vratiti profesionalnom nogometu. Zbog toga je 2000. prekinuo igračku karijeru.

### Reprezentativna karijera
Casiraghi je bio član talijanske U21 reprezentacije s kojom je 1990. godine igrao u polufinalu europskog prvenstva koje je održano u Francuskoj. Za Azzure je debitirao 13. veljače 1991. u utakmici bez pogodaka protiv Belgije.
S Italijom je nastupio na Svjetskom prvenstvu 1994. u SAD-u u kojem je reprezentacija izgubila u finalu na jedanaesterce od Brazila. Sam Casiraghi je na turniru odigrao utakmice protiv Norveške i Meksika u skupini te Bugarske u polufinalu.
Drugi i posljednji veći turnir na kojem je nastupio bio je EURO 1996. u Engleskoj gdje je Italija neočekivano ispala u skupini. Pierluigi je u prvoj utakmici protiv Rusije zabio oba pogotka za konačnu pobjedu od 2:1 a odigrao je i utakmice protiv Češke i Njemačke (kasnijih finalista turnira).
Svoju posljednju utakmicu u nacionalnom dresu ostvario je 22. travnja 1998. u prijateljskom susretu protiv Paragvaja u Parmi. Domaćin je tada pobijedio s 3:1 dok je Casiraghi ušao u igru u 55. minuti kao zamjena za Christiana Vierija.

### Trenerska karijera
Nakon što je jednu sezonu vodio juniore Monze, Casiraghi je u svibnju 2003. postao trener niželigaša Legnana.
24. srpnja 2006. imenovan je izbornikom talijanske U21 reprezentacije gdje je naslijedio Claudija Gentilea dok mu je asistent bio bivši suigrač Gianfranco Zola. S mladom selekcijom je već sljedeće godine nastupio na juniorskom europskom prvenstvu na kojem su Azzurrini ispali već u skupini. Na Olimpijadi u Pekingu 2008., Italija je poražena od Belgije u četvrtfinalu s 3:2.
Pod Casiraghijevim vodstvom, u reprezentaciju je doveden i Mario Balotelli iako ga je u to vrijeme vrbovala i reprezentacija Gane da debitira za njihovu seniorsku momčad.
Posljenje veće natjecanje na kojem je Casiraghi vodio Azzurine bilo je europsko juniorsko prvenstvo 2009. u kojem je mlada reprezentacija stigla do polufinala u kojem ju je s minimalnih 1:0 porazila Njemačka koja je kasnije postala europski prvak.
Nakon neuspjeha za plasman na europsko juniorsko prvenstvo 2011. i Olimpijadu 2012. u Londonu, Pierluigi napušta izborničku klupu a nasljeđuje ga Ciro Ferrara.

## Osvojeni trofeji

### Klupski trofeji
| Klub     | Trofej               | Godina  |
| Italija  | Italija              | Italija |
| -------- | -------------------- | ------- |
| Monza    | Coppa Italia Serie C | 1988.   |
| Juventus | Kup UEFA             | 1990.   |
| Juventus | Coppa Italia         | 1990.   |
| Juventus | Kup UEFA             | 1993.   |
| Lazio    | Coppa Italia         | 1998.   |
| Engleska |                      |         |
| Chelsea  | Europski Superkup    | 1998.   |

### Reprezentativni trofeji
| Turnir                     | Trofej | Godina |
| -------------------------- | ------ | ------ |
| Svjetsko prvenstvo u SAD-u | Srebro | 1994.  |

## Vanjske poveznice
- Statistika igrača na Lega Serie A.it[neaktivna poveznica]
- FIGC.it  Arhivirana inačica izvorne stranice od 4. siječnja 2014. (Wayback Machine)